# لونافارنيب
لونافارنيب هو دواء مثبط لناقلة فرنزيل يستعمل في علاج متلازمة بروجيريا جيلفورد-هاتشينسون ومتلازمات شبيهة الشياخ.
حصل على موافقة الاستعمال في الولايات المتحدة في نوفمبر 2020، كما حصل على ترخيص الاستعمال في الاتحاد الأوروبي في يوليو 2022. وقد وصفته إدارة الغذاء والدواء الأمريكية بأنه دواء أول في فئته.